# (36481) 2000 QU30
2000 QU30 (asteroide 36481) é um asteroide da cintura principal. Possui uma excentricidade de 0.10657160 e uma inclinação de 7.51463º.
Este asteroide foi descoberto no dia 25 de agosto de 2000 por LINEAR em Socorro.